# 允许临时婚姻
允许临时婚姻 （阿拉伯语：‎，羅馬化：zawaj al-misyar）是一些逊尼派穆斯林允许但其他逊尼派穆斯林认为禁止的一种婚姻契约。这样加入的丈夫和妻子能够放弃一些婚姻权利，例如同居、妻子获得住房和赡养费的权利（纳法格），以及丈夫拥有家务和探视权的权利。在一些伊斯兰国家，这种做法经常被用来对通过临时契约婚姻可能被视为通奸的行为给予法律承认。